# فلورنس، شهرستان مدیسون، اوهایو
فلورنس (به انگلیسی: Florence) یک منطقهٔ مسکونی در ایالات متحده آمریکا است که در شهرستان مدیسون، اوهایو واقع شده‌است. فلورنس ۳۴۹ متر بالاتر از سطح دریا واقع شده‌است.